# Oezbekistan op de Olympische Zomerspelen 2020
Oezbekistan nam deel aan de Olympische Zomerspelen 2020 in Tokio, Japan.

## Medailleoverzicht
| Medaille | Naam                 | Sport         | Onderdeel              | Datum      |
| -------- | -------------------- | ------------- | ---------------------- | ---------- |
| Goud     | Ulugbek Rashitov     | Taekwondo     | -68 kg (m)             | 25 juli    |
| Goud     | Akbar Djuraev        | Gewichtheffen | -109 kg (m)            | 3 augustus |
| Goud     | Bahodir Jalolov      | Boksen        | superzwaargewicht (m)  | 8 augustus |
|          |                      |               |                        |            |
| Brons    | Davlat Bobonov       | Judo          | -90 kg (m)             | 28 juli    |
| Brons    | Bekzod Abdurakhmonov | Worstelen     | -74 kg vrije stijl (m) | 6 augustus |

## Atleten
Hieronder volgt een overzicht van de atleten die zich reeds hebben verzekerd van deelname aan de Olympische Zomerspelen 2020.
| sport            | mannen | vrouwen | totaal |
| ---------------- | ------ | ------- | ------ |
| Atletiek         | 2      | 5       | 7      |
| Boksen           | 8      | 3       | 11     |
| Gewichtheffen    | 2      | 2       | 4      |
| Gymnastiek       | 1      | 7       | 8      |
| Judo             | 7      | 3       | 10     |
| Kanovaren        | 0      | 2       | 2      |
| Moderne vijfkamp | 1      | 1       | 2      |
| Roeien           | 2      | 0       | 2      |
| Schermen         | 1      | 2       | 3      |
| Schietsport      | 0      | 1       | 1      |
| Taekwondo        | 2      | 2       | 4      |
| Tennis           | 1      | 0       | 1      |
| Wielersport      | 1      | 1       | 2      |
| Worstelen        | 8      | 0       | 8      |
| Zwemmen          | 1      | 1       | 2      |
| totaal           | 37     | 30      | 67     |

## Sporten

### Atletiek
Mannen
Technische nummers
| atleet          | onderdeel          | kwalificaties       | kwalificaties       | finale         | finale         |
| atleet          | onderdeel          | afstand             | rang                | afstand        | rang           |
| --------------- | ------------------ | ------------------- | ------------------- | -------------- | -------------- |
| Ruslan Kurbanov | hink-stap-springen | geen geldige poging | geen geldige poging | niet geplaatst | niet geplaatst |
| Suhrob Khodjaev | kogelslingeren     | 71,26               | 29                  | niet geplaatst | niet geplaatst |

Vrouwen
Technische nummers
| atleet              | onderdeel          | kwalificaties | kwalificaties | finale         | finale         |
| atleet              | onderdeel          | afstand       | rang          | afstand        | rang           |
| ------------------- | ------------------ | ------------- | ------------- | -------------- | -------------- |
| Roksana Khudoyarova | hink-stap-springen | 13,02         | 29            | niet geplaatst | niet geplaatst |
| Svetlana Radzivil   | hoogspringen       | 1,90          | 20            | niet geplaatst | niet geplaatst |
| Safina Sadullayeva  | hoogspringen       | 1,95          | =4 Q          | 1,96           | 6              |
| Darya Reznichenko   | verspringen        | 6,19          | 26            | niet geplaatst | niet geplaatst |

Meerkamp
| atlete             | onderdeel | onderdeel | 100 h | hs   | ks    | 200 m | vs   | sw    | 800 m   | totaal | rang |
| ------------------ | --------- | --------- | ----- | ---- | ----- | ----- | ---- | ----- | ------- | ------ | ---- |
| Ekaterina Voronina | zevenkamp | res.      | 14,19 | 1,77 | 13,76 | 24,67 | 6,11 | 49,88 | 2.09,73 | 6298   | 12   |
| Ekaterina Voronina | zevenkamp | pnt.      | 952   | 941  | 778   | 917   | 883  | 858   | 969     | 6298   | 12   |

### Boksen
Mannen
| atleet                   | onderdeel         | eerste ronde          | tweede ronde           | kwartfinale          | halve finale         | finale               | finale         |
| atleet                   | onderdeel         | tegenstander uitslag  | tegenstander uitslag   | tegenstander uitslag | tegenstander uitslag | tegenstander uitslag | rang           |
| ------------------------ | ----------------- | --------------------- | ---------------------- | -------------------- | -------------------- | -------------------- | -------------- |
| Shakhobidin Zoirov       | vlieggewicht      | Çiftçi W 5 - 0        | Varela de Pina W 5 - 0 | Paalam V 0 - 4       | niet geplaatst       | niet geplaatst       | niet geplaatst |
| Mirazizbek Mirzakhalilov | vedergewicht      | bye                   | Walker V 1 - 4         | niet geplaatst       | niet geplaatst       | niet geplaatst       | niet geplaatst |
| Elnur Abduraimov         | lichtgewicht      | Baatarsükhiin W 4 - 1 | Usmonov W 5 - 0        | Backkov V 0 - 5      | niet geplaatst       | niet geplaatst       | niet geplaatst |
| Bobo-Usmon Baturov       | weltergewicht     | bye                   | Polanco W 4 - 0        | McCormack V 1 - 4    | niet geplaatst       | niet geplaatst       | niet geplaatst |
| Fanat Kakhramonov        | middelgewicht     | Kharabadze W 5 - 0    | Amankul V 0 - 5        | niet geplaatst       | niet geplaatst       | niet geplaatst       | niet geplaatst |
| Dilshodbek Ruzmetov      | halfzwaargewicht  | Brennan W 5 - 0       | Alfonso V 1 - 4        | niet geplaatst       | niet geplaatst       | niet geplaatst       | niet geplaatst |
| Sanjar Tursunov          | zwaargewicht      | Benchabla V 1 - 4     | niet geplaatst         | niet geplaatst       | niet geplaatst       | niet geplaatst       | niet geplaatst |
| Bahodir Jalolov          | superzwaargewicht | bye                   | Abdullayev W 5 - 0     | Kumar W 5 - 0        | Clarke W 5 - 0       | Torrez W 5 - 0       | Goud           |

Vrouwen
| atlete             | onderdeel     | eerste ronde         | tweede ronde         | kwartfinale          | halve finale         | finale               | finale         |
| atlete             | onderdeel     | tegenstander uitslag | tegenstander uitslag | tegenstander uitslag | tegenstander uitslag | tegenstander uitslag | rang           |
| ------------------ | ------------- | -------------------- | -------------------- | -------------------- | -------------------- | -------------------- | -------------- |
| Tursunoy Rakhimova | vlieggewicht  | Drabik W 4 - 1       | Çakıroğlu V 2 - 3    | niet geplaatst       | niet geplaatst       | niet geplaatst       | niet geplaatst |
| Raykhona Kodirova  | lichtgewicht  | bye                  | Yumba W 5 - 0        | Ferreira V 0 - 5     | niet geplaatst       | niet geplaatst       | niet geplaatst |
| Shakhnova Yunusova | weltergewicht | Koszewska V 0 - 5    | niet geplaatst       | niet geplaatst       | niet geplaatst       | niet geplaatst       | niet geplaatst |

### Gewichtheffen
Mannen
| atlete             | onderdeel | trekken | trekken | stoten | stoten | totaal | rang |
| atlete             | onderdeel | score   | rang    | score  | rang   | totaal | rang |
| ------------------ | --------- | ------- | ------- | ------ | ------ | ------ | ---- |
| Adkhamjon Ergashev | -67 kg    | 139     | 7       | 173    | 6      | 312    | 6    |
| Akbar Djuraev      | -109 kg   | 193     | 2       | 237    | 1      | 430    | Goud |

Vrouwen
| atlete                 | onderdeel | trekken | trekken | stoten | stoten | totaal | rang |
| atlete                 | onderdeel | score   | rang    | score  | rang   | totaal | rang |
| ---------------------- | --------- | ------- | ------- | ------ | ------ | ------ | ---- |
| Muattar Nabieva        | -55 kg    | 98 OR   | 1       | 114    | 6      | 212    | 4    |
| Kumushkhon Fayzullaeva | -76 kg    | 101     | 8       | 126    | 6      | 227    | 6    |

### Gymnastiek

#### Turnen
Mannen
| atleet                | onderdeel | kwalificatie | kwalificatie | kwalificatie | kwalificatie | kwalificatie | kwalificatie | kwalificatie | kwalificatie | finale         | finale         | finale         | finale         | finale         | finale         | finale         | finale         |
| atleet                | onderdeel | toestel      | toestel      | toestel      | toestel      | toestel      | toestel      | totaal       | positie      | toestel        | toestel        | toestel        | toestel        | toestel        | toestel        | totaal         | positie        |
| atleet                | onderdeel | vloer        | voltige      | ringen       | sprong       | brug         | rekstok      | totaal       | positie      | vloer          | voltige        | ringen         | sprong         | brug           | rekstok        | totaal         | positie        |
| --------------------- | --------- | ------------ | ------------ | ------------ | ------------ | ------------ | ------------ | ------------ | ------------ | -------------- | -------------- | -------------- | -------------- | -------------- | -------------- | -------------- | -------------- |
| Rasuljon Abdurakhimov | meerkamp  | 12,566       | 12,166       | 12,733       | 13,833       | 14,733       | 13,033       | 79,064       | 49           | niet geplaatst | niet geplaatst | niet geplaatst | niet geplaatst | niet geplaatst | niet geplaatst | niet geplaatst | niet geplaatst |

Vrouwen
| atlete             | onderdeel | kwalificatie | kwalificatie | finale         | finale         |
| atlete             | onderdeel | score        | rang         | score          | rang           |
| ------------------ | --------- | ------------ | ------------ | -------------- | -------------- |
| Oksana Chusovitina | sprong    | 14,166       | 14           | niet geplaatst | niet geplaatst |

#### Ritmisch
| atlete             | onderdeel   | kwalificatie | kwalificatie | kwalificatie | kwalificatie | kwalificatie | kwalificatie | finale         | finale         | finale         | finale         | finale         | finale         |
| atlete             | onderdeel   | hoepel       | bal          | knotsen      | lint         | totaal       | rang         | hoepel         | bal            | knotsen        | lint           | totaal         | rang           |
| ------------------ | ----------- | ------------ | ------------ | ------------ | ------------ | ------------ | ------------ | -------------- | -------------- | -------------- | -------------- | -------------- | -------------- |
| Ekaterina Fetisova | individueel | 19,800       | 19,400       | 17,950       | 18,350       | 75,500       | 24           | niet geplaatst | niet geplaatst | niet geplaatst | niet geplaatst | niet geplaatst | niet geplaatst |

| atlete                                                                                         | onderdeel | kwalificatie | kwalificatie         | kwalificatie | kwalificatie | finale         | finale               | finale         | finale         |
| atlete                                                                                         | onderdeel | 5 linten     | 3 knotsen, 2 hoepels | totaal       | rang         | 5 linten       | 3 knotsen, 2 hoepels | totaal         | rang           |
| ---------------------------------------------------------------------------------------------- | --------- | ------------ | -------------------- | ------------ | ------------ | -------------- | -------------------- | -------------- | -------------- |
| Kseniia Aleksandrova Kamola Irnazarova Dinara Ravshanbekova Sevara Safoeva Nilufar Shomuradova | team      | 42,100       | 36,900               | 79,000       | 9            | niet geplaatst | niet geplaatst       | niet geplaatst | niet geplaatst |

### Judo
Mannen
| atleet                   | onderdeel | eerste ronde         | tweede ronde         | derde ronde          | kwartfinale          | halve finale         | herkansing              | finale / BM          | finale / BM    |
| atleet                   | onderdeel | tegenstander uitslag | tegenstander uitslag | tegenstander uitslag | tegenstander uitslag | tegenstander uitslag | tegenstander uitslag    | tegenstander uitslag | rang           |
| ------------------------ | --------- | -------------------- | -------------------- | -------------------- | -------------------- | -------------------- | ----------------------- | -------------------- | -------------- |
| Sharafuddin Lutfillaev   | −60 kg    | n.v.t.               | bye                  | Lesiuk V 00-01       | niet geplaatst       | niet geplaatst       | niet geplaatst          | niet geplaatst       | niet geplaatst |
| Sardor Nurillaev         | −66 kg    | n.v.t.               | Vieru V 00-10        | niet geplaatst       | niet geplaatst       | niet geplaatst       | niet geplaatst          | niet geplaatst       | niet geplaatst |
| Khikmatillokh Turaev     | −73 kg    | bye                  | Wandtke W 10-00      | An C-r V 00-01       | niet geplaatst       | niet geplaatst       | niet geplaatst          | niet geplaatst       | niet geplaatst |
| Sharofiddin Boltaboev    | −81 kg    | bye                  | Cumbo W 102-003      | Ivanov W 01-00       | Borchashvili V 00-01 | bye                  | Grigalashvili V 00-01   | niet geplaatst       | 7              |
| Davlat Bobonov           | −90 kg    | bye                  | Mungai W 01-00       | Nhabali W 01-00      | Bekauri V 00-10      | bye                  | Sherazadishvili W 01-00 | Žgank W 10-00        | Brons          |
| Mukhammadkarim Khurramov | −100 kg   | n.v.t.               | Fletcher W 01-00     | Wolf V 00-10         | niet geplaatst       | niet geplaatst       | niet geplaatst          | niet geplaatst       | niet geplaatst |
| Bekmurod Oltiboev        | +100 kg   | n.v.t.               | Duurenbayer W 10-00  | Grol W 10-00         | Krpálek V 00-01      | niet geplaatst       | Kammo V 00-01           | niet geplaatst       | 7              |

Vrouwen
| atlete              | onderdeel | eerste ronde         | tweede ronde             | kwartfinale          | halve finale         | herkansing           | finale / BM          | finale / BM    |
| atlete              | onderdeel | tegenstander uitslag | tegenstander uitslag     | tegenstander uitslag | tegenstander uitslag | tegenstander uitslag | tegenstander uitslag | rang           |
| ------------------- | --------- | -------------------- | ------------------------ | -------------------- | -------------------- | -------------------- | -------------------- | -------------- |
| Diyora Keldiyorova  | −52 kg    | n.v.t.               | Lkhagvasürengiin V 00-01 | niet geplaatst       | niet geplaatst       | niet geplaatst       | niet geplaatst       | niet geplaatst |
| Farangiz Khojieva   | −63 kg    | n.v.t.               | Billiet V 00-10          | niet geplaatst       | niet geplaatst       | niet geplaatst       | niet geplaatst       | niet geplaatst |
| Gulnoza Matniyazova | −70 kg    | n.v.t.               | Memneloum W 10-00        | van Dijke V 00-10    | niet geplaatst       | niet geplaatst       | niet geplaatst       | niet geplaatst |

Gemengd
| atleet | onderdeel    | eerste ronde         | kwartfinale          | halve finale         | herkansing           | finale / BM          | finale / BM    |
| atleet | onderdeel    | tegenstander uitslag | tegenstander uitslag | tegenstander uitslag | tegenstander uitslag | tegenstander uitslag | rang           |
| --- | ------------ | -------------------- | -------------------- | -------------------- | -------------------- | -------------------- | -------------- |
| Davlat Bobonov Khikmatillokh Turaev Bekmurod Oltiboev Diyora Keldiyorova Farangiz Khojieva Gulnoza Matniyazova | gemengd team | n.v.t.               | Nederland V 3 - 4    | niet geplaatst       | niet geplaatst       | niet geplaatst       | niet geplaatst |

### Kanovaren

#### Sprint
Vrouwen
| atlete                              | onderdeel | series   | series | kwartfinale | kwartfinale | halve finale   | halve finale   | finale         | finale         |
| atlete                              | onderdeel | tijd     | rang   | tijd        | rang        | tijd           | rang           | tijd           | rang           |
| ----------------------------------- | --------- | -------- | ------ | ----------- | ----------- | -------------- | -------------- | -------------- | -------------- |
| Dilnoza Rakhmatova                  | C-1 200 m | 47,716   | 5 KF   | 46,645      | 3           | niet geplaatst | niet geplaatst | niet geplaatst | niet geplaatst |
| Nilufar Zokirova                    | C-1 200 m | 49,686   | 6 KF   | 48,995      | 6           | niet geplaatst | niet geplaatst | niet geplaatst | niet geplaatst |
| Dilnoza Rakhmatova Nilufar Zokirova | C-2 500 m | 2.04,854 | 4 KF   | 2.04,450    | 2 HF        | 2.09,614       | 5 FB           | 2.04,658       | 11             |

### Moderne vijfkamp
Mannen
| atleet           | onderdeel        | schermen (degen) | schermen (degen) | schermen (degen) | schermen (degen) | zwemmen (200 m vrije slag) | zwemmen (200 m vrije slag) | zwemmen (200 m vrije slag) | paardrijden (springen) | paardrijden (springen) | paardrijden (springen) | combinatie: schieten/lopen (10 m luchtpistool)/(3200 m) | combinatie: schieten/lopen (10 m luchtpistool)/(3200 m) | combinatie: schieten/lopen (10 m luchtpistool)/(3200 m) | totaal punten | rang |
| atleet           | onderdeel        | RR               | BR               | rang             | punten           | tijd                       | rang                       | punten                     | strafpunten            | rang                   | punten                 | tijd                                                    | rang                                                    | punten                                                  | totaal punten | rang |
| ---------------- | ---------------- | ---------------- | ---------------- | ---------------- | ---------------- | -------------------------- | -------------------------- | -------------------------- | ---------------------- | ---------------------- | ---------------------- | ------------------------------------------------------- | ------------------------------------------------------- | ------------------------------------------------------- | ------------- | ---- |
| Alexander Savkin | moderne vijfkamp | 7 - 28           | 0                | 36               | 142              | 2:06,64                    | 29                         | 207                        | 21                     | 22                     | 279                    | 11:55,96                                                | 32                                                      | 285                                                     | 1303          | 32   |

Vrouwen
| atlete              | onderdeel        | schermen (degen) | schermen (degen) | schermen (degen) | schermen (degen) | zwemmen (200 m vrije slag) | zwemmen (200 m vrije slag) | zwemmen (200 m vrije slag) | paardrijden (springen) | paardrijden (springen) | paardrijden (springen) | combinatie: schieten/lopen (10 m luchtpistool)/(3200 m) | combinatie: schieten/lopen (10 m luchtpistool)/(3200 m) | combinatie: schieten/lopen (10 m luchtpistool)/(3200 m) | totaal punten | rang |
| atlete              | onderdeel        | RR               | BR               | rang             | punten           | tijd                       | rang                       | punten                     | strafpunten            | rang                   | punten                 | tijd                                                    | rang                                                    | punten                                                  | totaal punten | rang |
| ------------------- | ---------------- | ---------------- | ---------------- | ---------------- | ---------------- | -------------------------- | -------------------------- | -------------------------- | ---------------------- | ---------------------- | ---------------------- | ------------------------------------------------------- | ------------------------------------------------------- | ------------------------------------------------------- | ------------- | ---- |
| Alise Fakhrutdinova | moderne vijfkamp | 16 - 19          | 0                | 23               | 196              | 2:16,45                    | 22                         | 278                        | 74                     | 29                     | 226                    | 13:55,66                                                | 35                                                      | 465                                                     | 1165          | 30   |

### Roeien
Mannen
| atleet                                    | onderdeel          | series  | series | herkansingen | herkansingen | kwartfinale | kwartfinale | halve finale | halve finale | finale  | finale |
| atleet                                    | onderdeel          | tijd    | rang   | tijd         | rang         | tijd        | rang        | tijd         | rang         | tijd    | rang   |
| ----------------------------------------- | ------------------ | ------- | ------ | ------------ | ------------ | ----------- | ----------- | ------------ | ------------ | ------- | ------ |
| Shakhboz Kholmurzaev Sobirjon Safaroliyev | lichte dubbel-twee | 6.44,98 | 4 H    | 6.56,22      | 4 FC         | n.v.t.      | n.v.t.      | bye          | bye          | 6.40,25 | 16     |

Legenda: FA=finale A (medailles); FB=finale B (geen medailles); FC=finale C (geen medailles); FD=finale D (geen medailles); FE=finale E (geen medailles); FF=finale F (geen medailles); HA/B=halve finale A/B; HC/D=halve finale C/D; HE/F=halve finale E/F; KF=kwartfinale; H=herkansing

### Schermen
Mannen
| atleet          | onderdeel | eerste ronde         | tweede ronde         | derde ronde          | kwartfinale          | halve finale         | finale / BM          | finale / BM    |
| atleet          | onderdeel | tegenstander uitslag | tegenstander uitslag | tegenstander uitslag | tegenstander uitslag | tegenstander uitslag | tegenstander uitslag | rang           |
| --------------- | --------- | -------------------- | -------------------- | -------------------- | -------------------- | -------------------- | -------------------- | -------------- |
| Sherzod Mamutov | sabel     | Teodosiu V 11 - 15   | niet geplaatst       | niet geplaatst       | niet geplaatst       | niet geplaatst       | niet geplaatst       | niet geplaatst |

Vrouwen
| atlete            | onderdeel | eerste ronde         | tweede ronde         | derde ronde          | kwartfinale          | halve finale         | finale / BM          | finale / BM    |
| atlete            | onderdeel | tegenstander uitslag | tegenstander uitslag | tegenstander uitslag | tegenstander uitslag | tegenstander uitslag | tegenstander uitslag | rang           |
| ----------------- | --------- | -------------------- | -------------------- | -------------------- | -------------------- | -------------------- | -------------------- | -------------- |
| Malika Khakimova  | degen     | bye                  | Sun Y V 10 - 15      | niet geplaatst       | niet geplaatst       | niet geplaatst       | niet geplaatst       | niet geplaatst |
| Zaynab Dayibekova | sabel     | Aoki W 15 - 9        | Sahao Y W 15 - 11    | Yoon J-s W 15 - 12   | Márton V 11 - 15     | niet geplaatst       | niet geplaatst       | niet geplaatst |

### Schietsport
Vrouwen
| atlete              | onderdeel               | kwalificaties | kwalificaties | finale         | finale         |
| atlete              | onderdeel               | punten        | rang          | punten         | rang           |
| ------------------- | ----------------------- | ------------- | ------------- | -------------- | -------------- |
| Mukhtasar Tokhirova | 10 m luchtgeweer        | 622,2         | 33            | niet geplaatst | niet geplaatst |
| Mukhtasar Tokhirova | 50 m geweer 3 houdingen | 29,93         | 30            | niet geplaatst | niet geplaatst |

### Taekwondo
Mannen
| atleet            | onderdeel | kwalificatie         | eerste ronde         | kwartfinale          | halve finale           | herkansing           | finale / BM          | finale / BM    |
| atleet            | onderdeel | tegenstander uitslag | tegenstander uitslag | tegenstander uitslag | tegenstander uitslag   | tegenstander uitslag | tegenstander uitslag | rang           |
| ----------------- | --------- | -------------------- | -------------------- | -------------------- | ---------------------- | -------------------- | -------------------- | -------------- |
| Ulugbek Rashitov  | -68 kg    | Fofana W 38 - 17     | Lee D-h W 21 - 19    | Hosseini W 34 - 22   | Husić W 28 - 5         | bye                  | Sinden W 34 - 29     | Goud           |
| Nikita Rafalovich | -80 kg    | n.v.t.               | Hernandés W 17 - 7   | Beigi W 12 - 1       | Al-Sharabaty V 11 - 13 | Kanaet V 18 - 24     | niet geplaatst       | niet geplaatst |

Vrouwen
| atleet              | onderdeel | eerste ronde         | kwartfinale          | halve finale         | herkansing           | finale / BM          | finale / BM    |
| atleet              | onderdeel | tegenstander uitslag | tegenstander uitslag | tegenstander uitslag | tegenstander uitslag | tegenstander uitslag | rang           |
| ------------------- | --------- | -------------------- | -------------------- | -------------------- | -------------------- | -------------------- | -------------- |
| Nigora Tursunkulova | -67 kg    | Zhang M V 9 - 12     | niet geplaatst       | niet geplaatst       | niet geplaatst       | niet geplaatst       | niet geplaatst |
| Svetlana Osipova    | +67 kg    | Deniz V 9 - 10       | niet geplaatst       | niet geplaatst       | niet geplaatst       | niet geplaatst       | niet geplaatst |

### Tennis
Mannen
| atleet        | onderdeel | eerste ronde               | tweede ronde         | derde ronde          | kwartfinale          | halve finale         | finale / BM          | finale / BM    |
| atleet        | onderdeel | tegenstander uitslag       | tegenstander uitslag | tegenstander uitslag | tegenstander uitslag | tegenstander uitslag | tegenstander uitslag | rang           |
| ------------- | --------- | -------------------------- | -------------------- | -------------------- | -------------------- | -------------------- | -------------------- | -------------- |
| Denis Istomin | enkelspel | Nagal V 4-6, 7-6(8-6), 4-6 | niet geplaatst       | niet geplaatst       | niet geplaatst       | niet geplaatst       | niet geplaatst       | niet geplaatst |

### Wielersport

#### Wegwielrennen
Mannen
| atleet              | onderdeel    | tijd    | rang |
| ------------------- | ------------ | ------- | ---- |
| Muradjan Halmuratov | wegwedstrijd | 6:21:46 | 64   |

Vrouwen
| atlete            | onderdeel    | tijd    | rang |
| ----------------- | ------------ | ------- | ---- |
| Olga Zabelinskaja | wegwedstrijd | 3:54:31 | 9    |

### Worstelen

#### Grieks-Romeins
Mannen
| atleet                 | onderdeel | eerste ronde         | kwartfinale          | halve finale         | herkansing           | finale / BM          | finale / BM |
| atleet                 | onderdeel | tegenstander uitslag | tegenstander uitslag | tegenstander uitslag | tegenstander uitslag | tegenstander uitslag | rang        |
| ---------------------- | --------- | -------------------- | -------------------- | -------------------- | -------------------- | -------------------- | ----------- |
| Elmurat Tasmuradov     | −60 kg    | Temirov V 0 - 3      | niet geplaatst       | niet geplaatst       | niet geplaatst       | niet geplaatst       | 14          |
| Jalgasbay Berdimuratov | −77 kg    | Chalyan V 0 - 3      | niet geplaatst       | niet geplaatst       | niet geplaatst       | niet geplaatst       | 14          |
| Rustam Assakalov       | −87 kg    | Gobadze W 3 - 1      | Huklek V 1 - 3       | niet geplaatst       | niet geplaatst       | niet geplaatst       | 8           |
| Muminjon Abdullaev     | −130 kg   | Vititin W 3 - 0      | Acosta V 0 - 3       | niet geplaatst       | niet geplaatst       | niet geplaatst       | 7           |

#### Vrije stijl
Mannen
| atleet               | onderdeel | eerste ronde         | kwartfinale          | halve finale         | herkansing           | finale / BM          | finale / BM |
| atleet               | onderdeel | tegenstander uitslag | tegenstander uitslag | tegenstander uitslag | tegenstander uitslag | tegenstander uitslag | rang        |
| -------------------- | --------- | -------------------- | -------------------- | -------------------- | -------------------- | -------------------- | ----------- |
| Gulomjon Abdullaev   | −57 kg    | Minghu W 3 - 1       | Sidakov V 1 - 3      | niet geplaatst       | Gilman V 1 - 4       | niet geplaatst       | 7           |
| Bekzod Abdurakhmonov | −74 kg    | Goméz W 4 - 0        | Sidakov V 1 - 3      | niet geplaatst       | Midana W 4 - 0       | Kaisanov W 4 - 1     | Brons       |
| Javrail Shapiev      | −86 kg    | Yazdani V 1 - 3      | niet geplaatst       | niet geplaatst       | Reichmuth W 3 - 1    | Naifonov V 0 - 3     | 5           |
| Magomed Ibragimov    | −97 kg    | Karadeniz V 1 - 3    | niet geplaatst       | niet geplaatst       | niet geplaatst       | niet geplaatst       | 11          |

### Zwemmen
Mannen
| atleet               | onderdeel        | series | series | halve finale   | halve finale   | finale         | finale         |
| atleet               | onderdeel        | tijd   | rang   | tijd           | rang           | tijd           | rang           |
| -------------------- | ---------------- | ------ | ------ | -------------- | -------------- | -------------- | -------------- |
| Khurshidjon Tursunov | 100 m vrije slag | 50,14  | 41     | niet geplaatst | niet geplaatst | niet geplaatst | niet geplaatst |

Vrouwen
| atlete            | onderdeel       | series | series | halve finale   | halve finale   | finale         | finale         |
| atlete            | onderdeel       | tijd   | rang   | tijd           | rang           | tijd           | rang           |
| ----------------- | --------------- | ------ | ------ | -------------- | -------------- | -------------- | -------------- |
| Natalya Kritinina | 50 m vrije slag | 29,93  | 48     | niet geplaatst | niet geplaatst | niet geplaatst | niet geplaatst |